# シャーレイン・ウッダード
シャーレイン・ウッダード（Charlayne Woodard、1953年12月29日 - ）は、アメリカ合衆国の女優。

## 出演作品
- スニーキー・ピート シーズン3
- ＢＯＮＥＳ　ボーンズ　-骨は語る- シーズン8
- LAW & ORDER： 性犯罪特捜班 シーズン12
- ミディアム５　霊能者アリソン・デュボア
- ターミネーター サラ・コナー・クロニクルズ シーズン1（タリッサ・ダイソン）
- LAW & ORDER： 性犯罪特捜班 シーズン8
- ＳＨＡＲＫ　～カリスマ敏腕検察官 シーズン1
- ＥＲ XIII　緊急救命室 第13シーズン
- ブルース・イン・ニューヨーク
- LAW & ORDER： 性犯罪特捜班 シーズン6
- LAW & ORDER： 性犯罪特捜班 シーズン5
- スナイパー　連続狙撃犯
- LAW & ORDER： 性犯罪特捜班 シーズン4
- LAW & ORDER： 性犯罪特捜班 シーズン3
- ミリオンダラー・ホテル
- アンブレイカブル
- レイジング・ブレット　復讐の銃弾
- クルーシブル
- バッファロー・ガールズ
- そりゃないぜ!?　フレイジャー シーズン2
- ニューヨーク・ジャスティス／許された犯罪
- ヒー・セッド、シー・セッド／彼の言い分、彼女の言い分
- クラッカーズ／警報システムを突破せよ！（ジャスミン）
- ミスター・ガラス
- POSE/ポーズ（ヘレナ）
- シークレット・インベージョン (テレビドラマ)(プリシラ・フューリー)